# Redículo
Redículo (em latim: Rediculus) era um antigo deus romano que tinha um templo perto da Porta Capena e um campo sagrado na Via Ápia.

## Origem e natureza
Esta divindade era provavelmente um dos lares de Roma, um deus protetor da cidade. Ele teria aparecido a Aníbal quando ele acampou fora de Roma em 211 a.C. urgindo-o para que retornasse (em latim: redire) a Cartago. O relato de Festo sobre os eventos conta que Aníbal, chegando perto da cidade, viu aparições no ar e se encheu de medo, o que fez com que ele voltasse imediatamente:
| Latim: Rediculi fanum extra portam Capenam fuit, quia accedens ad Urbem Hannibal ex eo loco redierit quibusdam perterritus visis. | Português: O [templo] de Redículo ficava [fora] da Porta Capena; era chamado assim por que Aníbal, quando marchava de Cápua, retornou neste ponto, alarmado por certas visões e portentos. |

Um relato aponta que aparição do deus se deu na forma de uma tempestade de granizo. Depois do recuo de Aníbal, os romanos construíram um altar no local em homenagem a Redículo Tutano (em latim: Rediculus Tutanus), o deus "que fez retornar e protegeu".
Outros derivam o nome do deus da palavra romana ridiculus, que significa "risível". O fracasso de Aníbal em tomar Roma fez dele o objeto de escárnio dos romanos e, para perpetuar sua humilhação, os habitantes da cidade ergueram um altar ao deus do riso. Varrão dá ao deus o epíteto Tutano ("protetor") e coloca falas em sua boca em sua "Saturae Menippeae" ("Hercules tuam fidem", XXXIX):
| Latim: Noctu Hannibalis cum fugavi exercitum, Tutanus hoc, Tutanus Romae nuncupor. Hoc propter omnes, qui laborant, invocant. | Português: Quando à noite o grande Aníbal eu derrotei, E forcei suas tropas [para fora] do Lácio em retirada, Por minha proteção, Tutano era meu nome: Por isto os miseráveis clamam por minha proteção. |

Outros autores, como Robert Burn, alegam que esta lenda é "completamente indigna de crédito". Outros propõem que ele seria apenas o deus da volta segura para casa para os viajantes. Seja como for, é inegável que os viajantes deixando a cidade geralmente oravam no templo antes de seguiram pela Via Ápia.

## O templo e o campo
O túmulo de Herodes Ático e Ápia Ânia Regila, perto da Igreja Domine Quo Vadis, já foi confundido com o Templo de Redículo; o templo, porém, foi descrito por Plínio como estando do lado oposto da Via Ápia, tendo sido dedicado em 65 d.C..
Curiosamente havia um túmulo no Campo de Redículo (em latim: campus Rediculi) dedicado a um famoso corvo falante, segundo conta Plínio em sua História Natural (X.60): um sapateiro tinha uma banca no Fórum Romano e possuía um corvo domesticado que, sendo um sucesso entre os jovens romanos, acabou se tornando uma figura pública. Quando ele foi morto por um sapateiro rival, eles o executaram e deram ao pássaro um funeral público, carregando-o numa liteira até seu local de enterro no campo de Redículo.